# Афганістан
Афганіста́н, офіційна назва — Ісламський Емірат Афганістан (пушту افغانستان, узб. Afg'oniston, від санскр. Upa-Ghana-Stan, досл. «земля об'єднаних племен») — країна на півдні Центральної Азії, яка межує з Таджикистаном, Туркменістаном і Узбекистаном на півночі, з Іраном на заході, Пакистаном на півдні та сході, Китаєм та Індією на сході (спірні території Джамму і Кашмір). Площа 652 864 км², столиця — Кабул. Офіційні мови — пушту і дарі. Грошова одиниця — афгані.
Афганістан розташований на роздоріжжі між Сходом і Заходом й з найдавніших часів є центром торгівлі та міграції. Його геополітичне розташування — між Південною і Центральною Азією з одного боку, і Близьким Сходом з іншого, дозволяє йому відігравати важливу роль в економічних, політичних і культурних відносинах між країнами регіону.
У середині XVIII століття на території Афганістану утворилася Дурранійська держава. Спроби Великої Британії підпорядкувати її в XIX столітті закінчилися провалом. За угодою 1893 року низка районів були відторгнуті по так званій «лінії Дюрана» і приєднані до Британської Індії (нині у складі Пакистану). Афганістан перебуває у стані війни з 1980-х років, коли країна стала пішаком у холодній війні. Радянський Союз і США підтримували протиборчі сили у війні. У 1996 році велика частина Афганістану була захоплена ісламським угрупованням Талібан, яке керувало більшою частиною країни понад п'ять років, було відсторонена від влади після вторгнення США у 2001 році, але все ще контролювало значну частину країни. Двадцятирічна війна між урядом і талібами досягла кульмінації внаслідок наступу талібів у 2021 році і падіння Кабула.
Адміністративно територія Афганістану поділяється на 7 провінцій і 6 областей.

## Географія

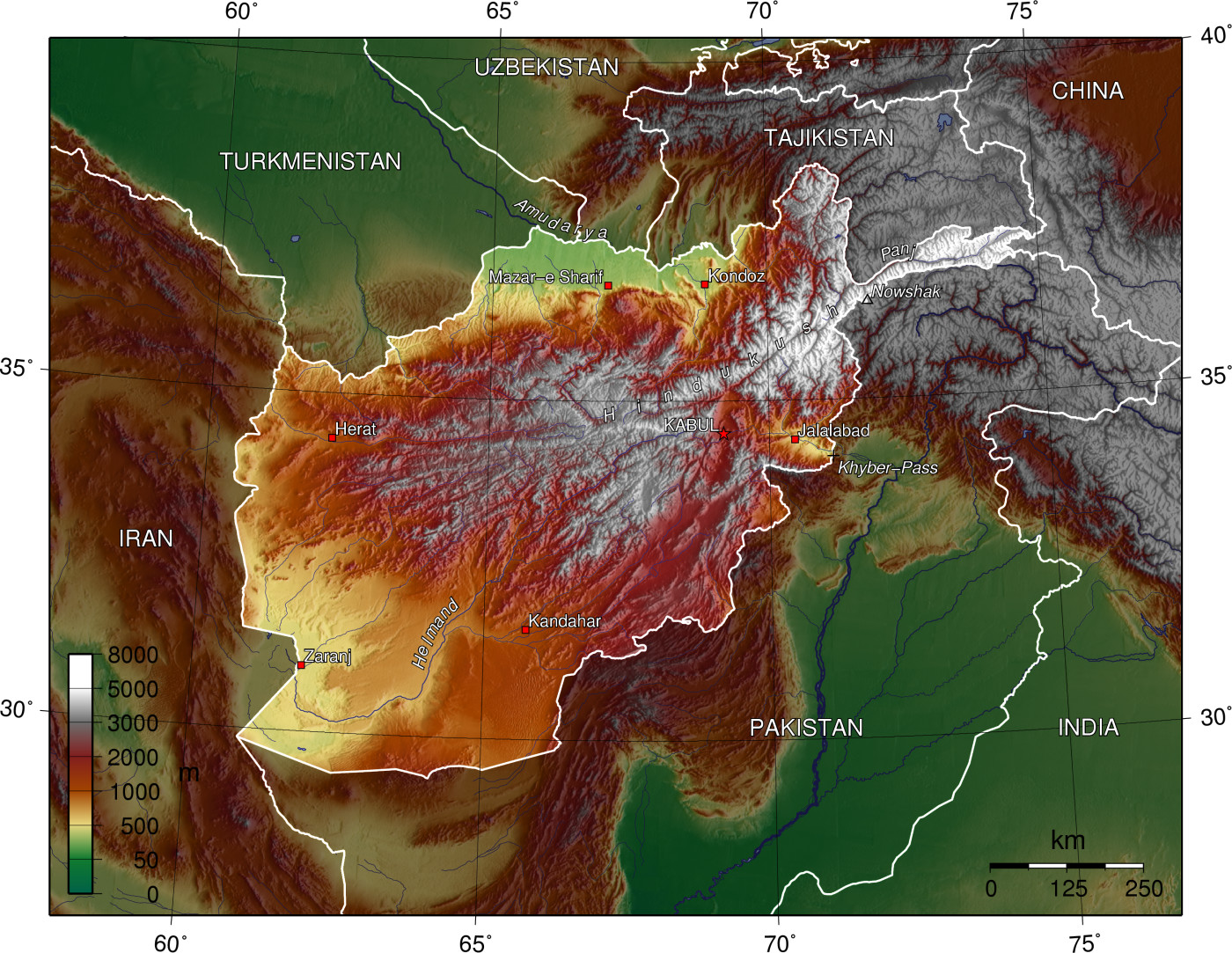
Фізична мапа Афганістану

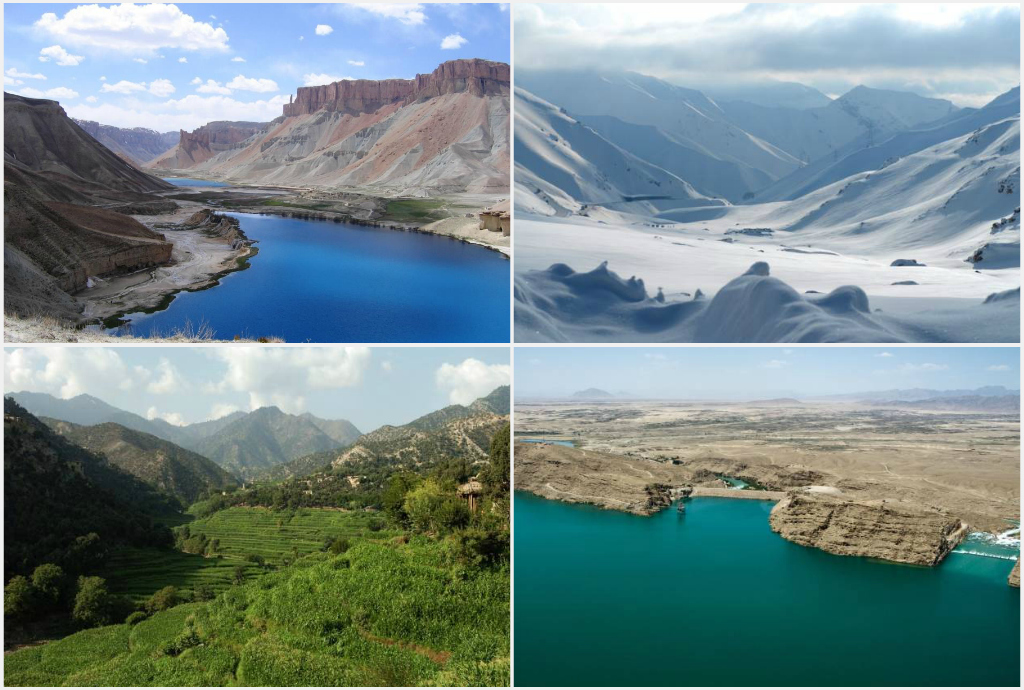
Різноманіття пейзажів Афганістану

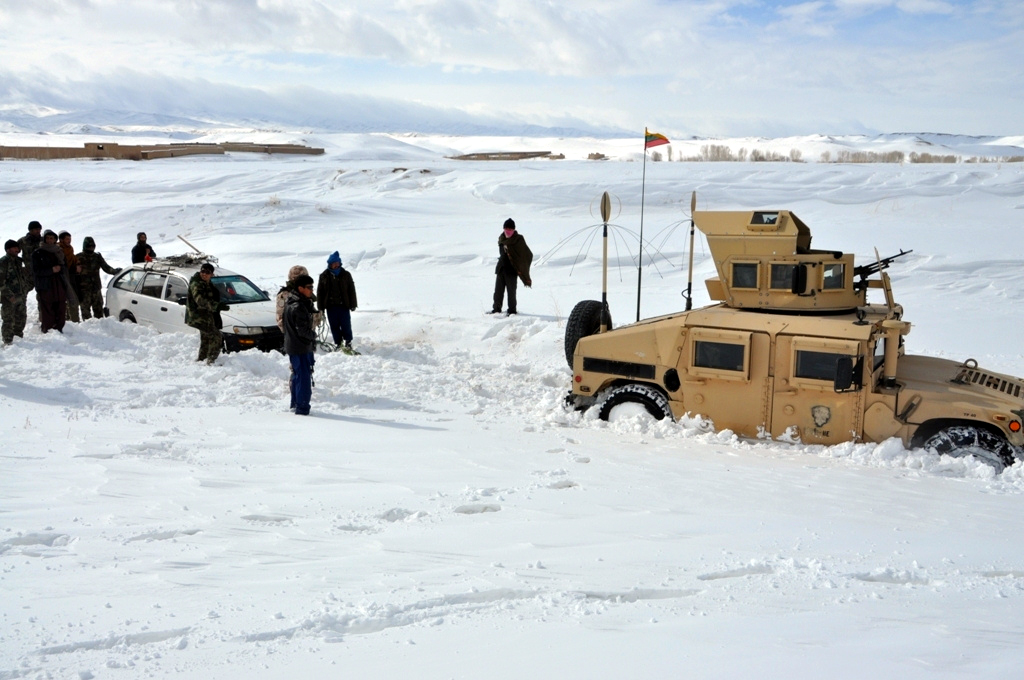
У провінції Гор взимку

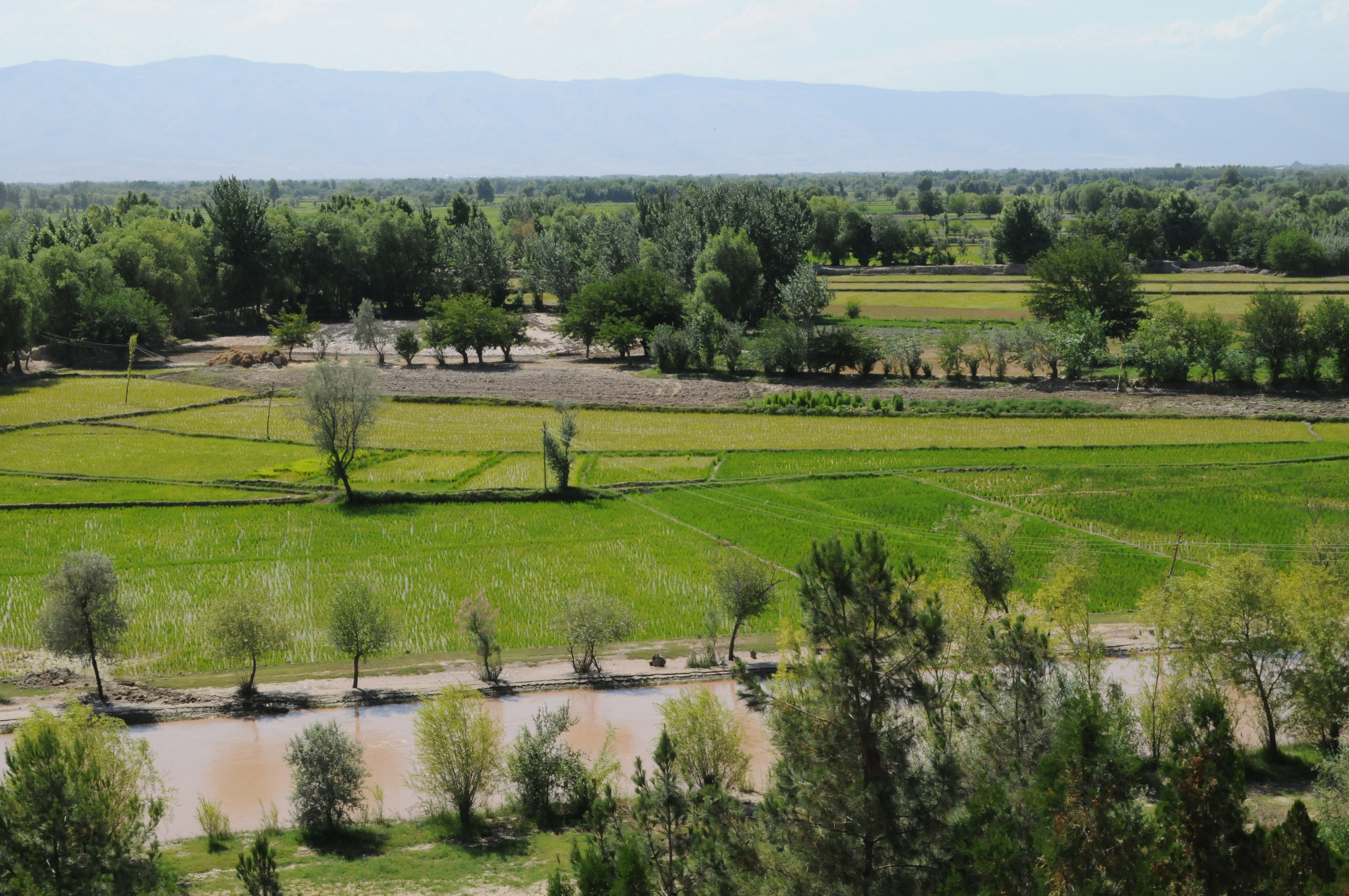
Тахар

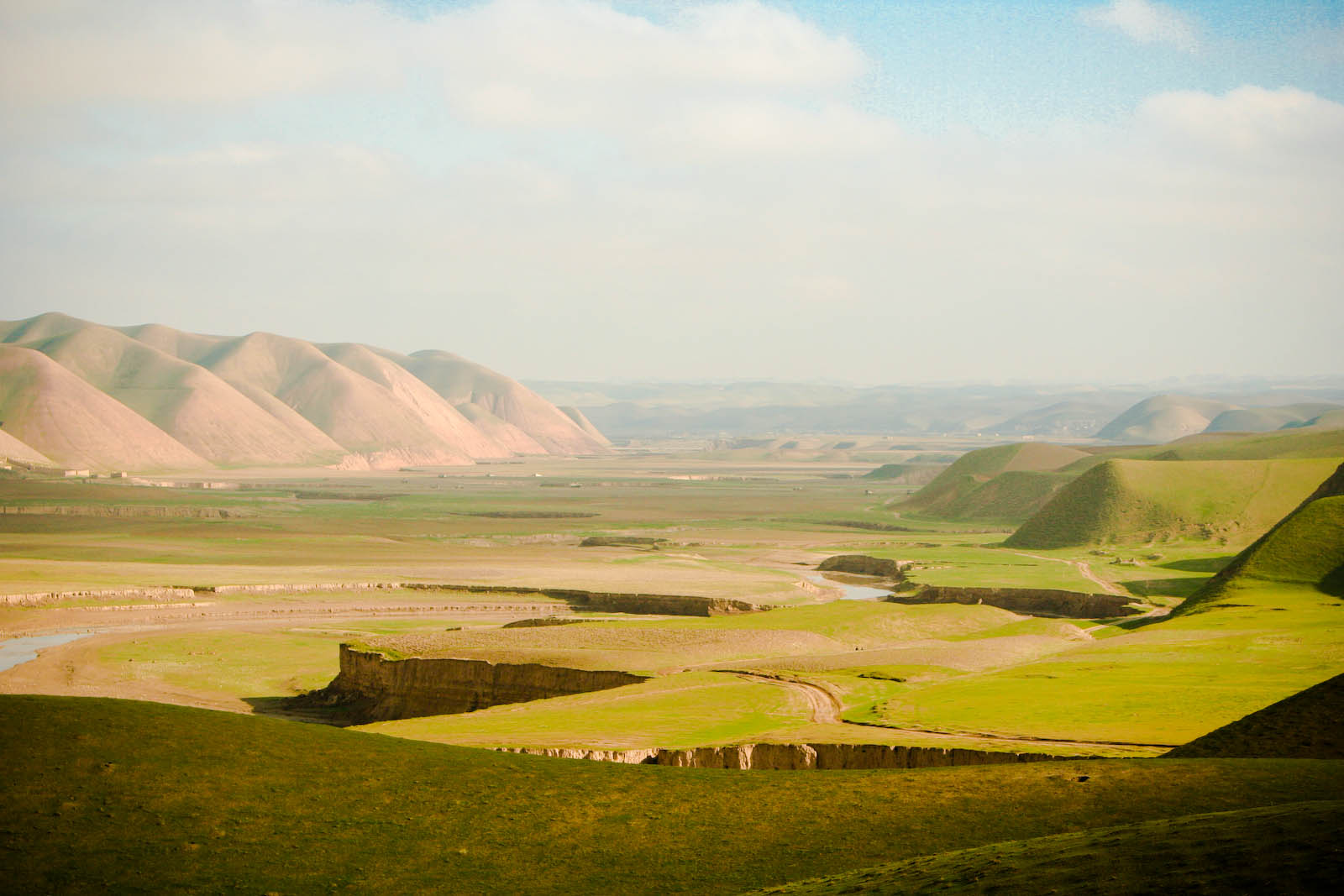
Фар'яб

Афганістан розташований на півдні центральної Азії на південному сході Іранського нагір'я. Понад 50 відсотків території країни на височині. Має гори в центрі та на північному сході, рівнину на півночі та південному заході.
Найвища точка — у центральній частині Гіндукуш (Ношак, 7485 м). На півдні — долини з пустелями Марґо та Регістан. Найнижча місцевість країни (250 м.) знаходиться при кордоні з Туркменістаном неподалік ріки Амудар'я. Клімат сухий та дуже сухий субтропічний; степи й пустелі. Межує з Таджикистаном, Туркменістаном, Узбекистаном на півночі, з Іраном на заході та Пакистаном, Китаєм та Індією на півдні та сході. Площа 652 864 км², столиця Кабул.
Рельєф. Високі гори та плоскогір'я займають майже 80 % території Афганістану. Північно-східну частину країни перетинає Гіндукуш — одна з найбільших гірських систем світу (висотою понад 7000 м). У західних районах Афганістану простягаються хребти Паропамізу (до 4231 м). Між ними та Гіндукушем — складна система Середньо-Афганських гір (до 5143 м). На Сході та Південному Сході — Сулейманові гори. Між відрогами Гіндукушу і Сулеймановими горами розташоване широке Газні-Кандагарське плоскогір'я (понад 2000 м).
Рівнини (близько 20 % території Афганістану) займають головним чином південно-західні та крайні північні райони Афганістану. На південно-західних рівнинах — пустелі: Регістан (піщана), Дашті-Маркох (переважно глиняста). 
Клімат більшості районів Афганістану різко континентальний, сухий, з великим коливанням річних і добових температур. У горах бувають суворі зими, коли сніг тримається 7–8 місяців. Літо в горах прохолодне. На рівнинах зима м'яка, літо жарке. Пересічні температури січня від 0 до +5 °C, липня від +25 до +30 °C. Опадів випадає мало: в більшій частині Афганістану пересічна річна кількість — 350 мм на Сході, в горах — близько 800 мм, в пустелях — менше 100 мм. Багато річок влітку пересихає.
Гідрографія. Найважливіші річки: Аму-Дар'я (протікає на кордоні з Таджикистаном і у верхній течії має назву Пяндж), Мургаб, Геріруд, Гільменд, Кабул.
Ґрунти — на рівнинах переважно сіроземи із солончаками, на посушливих гірських схилах — бурі та світлокаштанові, на зволожених — чорноземовидні. 
У рослинному покриві переважають пустельні та степові компоненти; на рівнинах і в нижньому поясі гір — полин, курай, саксаул тощо. Ліси є лише в горах східних районів: до висоти 2500 м — широколистяні (переважно вічнозелений дуб), вище — хвойні (гімалайська сосна, кедр, смерека, ялина). Вище 4000 м — альпійські луки. 
Фауна Афганістану дуже різноманітна. У горах — дикі кози, барани (архари), дикі кабани тощо. На рівнинах — джейрани, сайгаки, дикі осли. З хижаків — вовки, шакали, гієни; в горах — ведмеді, снігові барси. Багато гризунів. Поширені плазуни. З комах великої шкоди завдає сарана.
Надра Афганістану багаті на корисні копалини, але багато родовищ ще не досліджено. Виявлено поклади нафти, кам'яного вугілля, залізних руд, кольорових металів, графіту, сірки, коштовного каміння тощо. 
Екологічні проблеми. Країна має обмежені водні ресурси, запаси питної води розповсюджені нерівномірно. Занадто великі території лісів вирубуються задля опалення та будівництва, надмірне використання терену як пасовиська призводить до спустошення ґрунту. Все більші території підпадають під пустелі; забруднення повітря та води, деградація ґрунтів, — все це сучасні проблеми навколишнього середовища в Афганістані.

## Історія
Через територію Афганістану проходили старовинні торговельні шляхи, які вели від Середземного та Каспійського морів і Середньої Азії до узбережжя Індійського океану. Віддавна через Афганістан йшли численні полчища завойовників, починаючи від Александра Македонського до Надір-шаха (XVIII століття).
Афганці вперше згадуються в історичних пам'ятках 982–983 рр. За свідченням арабських і таджицьких науковців Середньовіччя, афганці тоді жили в районі Сулейманових гір, а басейни річок Афганістану населяли в основному таджики. Впродовж XI–XVIII ст. афганські племена заселили сучасний Афганістан і вийшли за його межі до Індії, де заснували султанат з афганською династією Лоді (1451–1526). Наприкінці XVII ст. територія Афганістану була поділена між Іраном (райони Герата і Кандагара) та Індією (райони Кабула і Пешавара).

### Формування держави

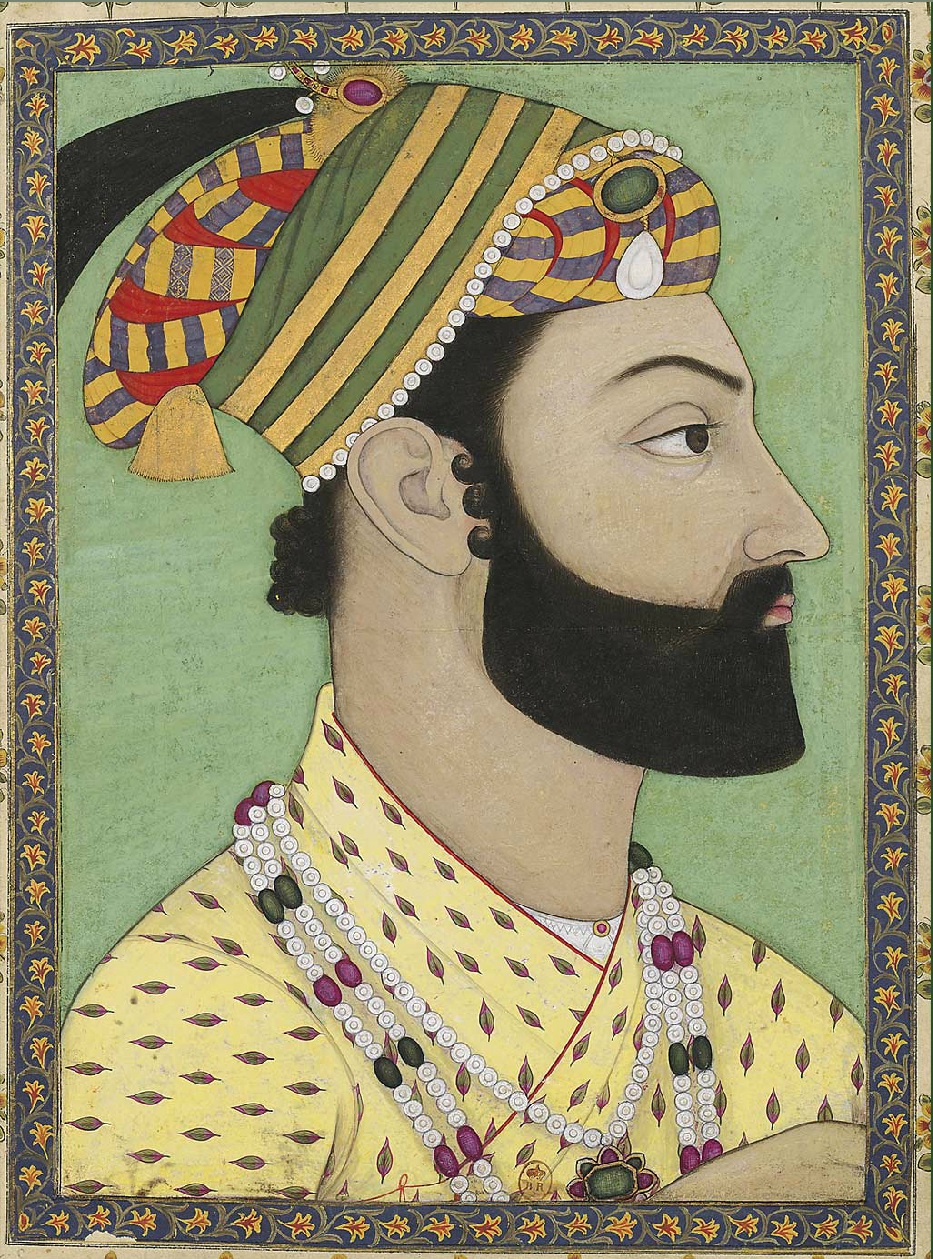
Ахмед-шах Абдалі

У 1-й половині XVIII ст. в Афганістані остаточно склався феодальний лад, створились прошарки купецтва і знаті. Тодішній занепад Ірану та Індії сприяв визволенню афганців. Повстання племені гільзаїв у 1709 р., очолене Мір-Вейсом, призвело до вигнання іранців з Афганістану, а через кілька років нащадки Мір-Вейса підкорили Центральну і Східну частини Ірану. У 1730 р. Надір-шах витіснив афганців з Ірану і в 1738 р. знову підкорив Афганістан. Після смерті Надір-шаха у 1747 р. ватажок афганського племені Абдалі (згодом названого Дуррані) Ахмад-шах заснував єдину афганську державу. Обраний шахом, Ахмед-шах Абдалі у 1747–1773 роках завоював Хорасан, Сінд, Пенджаб, Кашмір та узбецькі землі від Гіндукушу до Аму-Дар'ї. Внаслідок феодальних міжусобиць у 1818 р. ця держава розпалася на чотири князівства: Кандагар, Герат, Пешавар і Кабул.

### Британський вплив

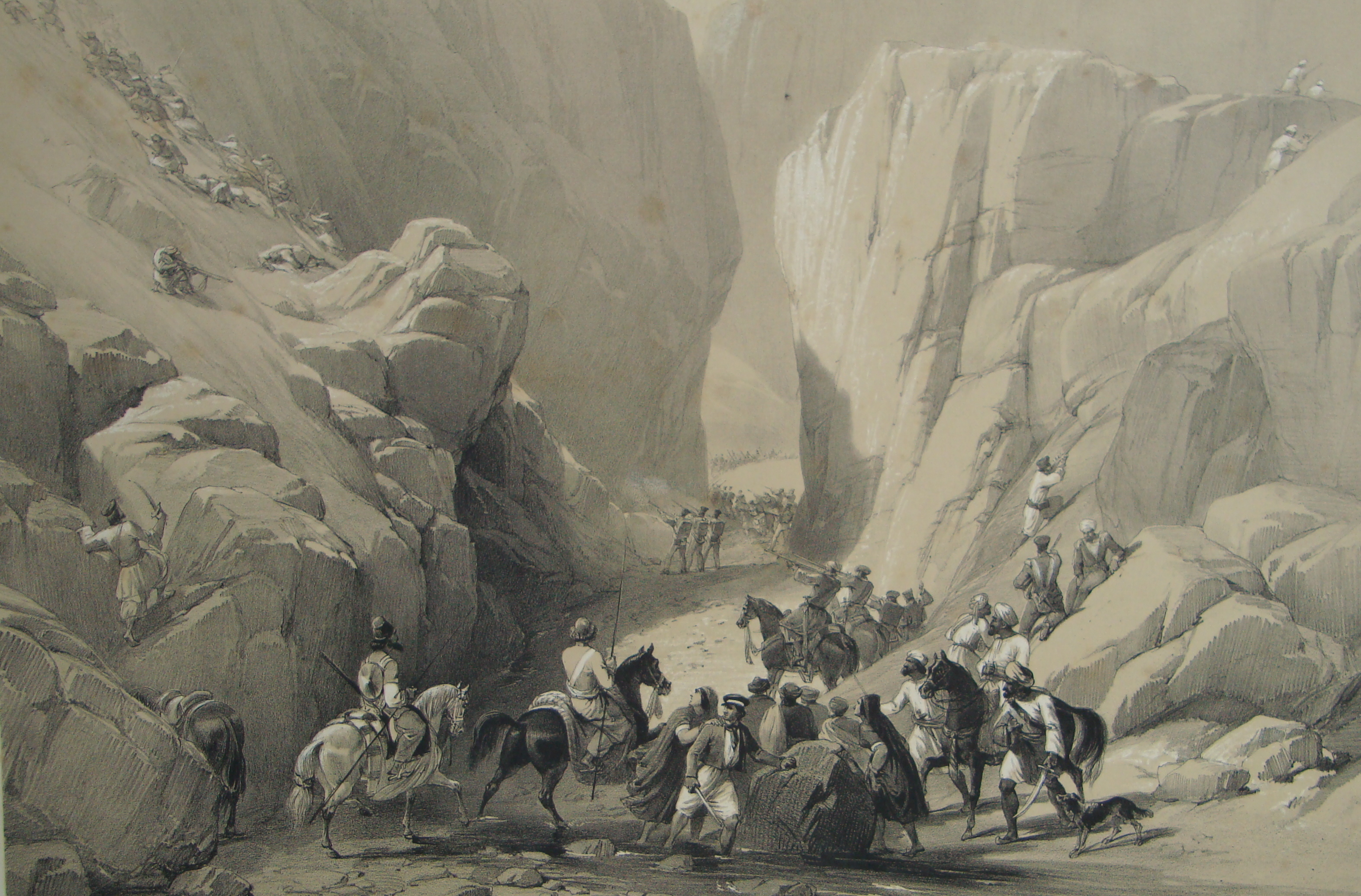
Перша англо-афганська війна

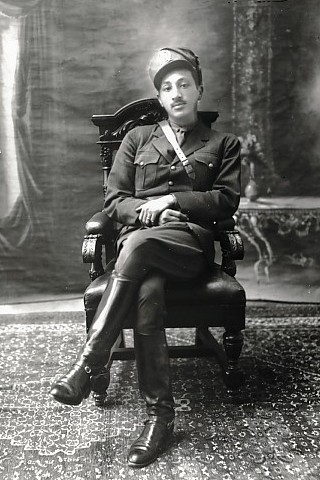
Мухаммед Захір-шах

Правитель Кабулу, найсильнішого з них в економічному та військовому відношенні, Дост-Мухаммед у 1826 р. оголосив себе еміром Афганістану. Підкорення Кандагару (1826) і Герату (1856) і завоювання узбецьких ханств Маймене, Андхой та інших було завершенням територіального формування сучасного Афганістану. Процес об'єднання затримувався агресією Великої Британії, яка в 1-й половині XIX ст. завоювала Індію і прагнула загарбати Афганістан та Середню Азію. Перша англо-афганська війна (1838–1842) закінчилась поразкою Великої Британії. У другу війну (1878–1880) Велика Британія захопила Кандагар і Джелалабад й нав'язала Афганістану Гандамакський договір 1879 р. Народні повстання змусили Велику Британію вивести своє військо, але емір Абдуррахман [1880–1901] погодився на встановлення британського контролю над зовнішньою політикою. Емір Абдуррахман придушив народний рух, стратив його керівників, вів жорстоку боротьбу із сепаратизмом місцевих ханів. Хоч Абдуррахману і не вдалося об'єднати всі афганські племена, проте його реформи відіграли велику роль у централізації феодальної афганської держави. За його правління сформувалися прошарки торговельної буржуазії та поміщиків, активізувався антибританський рух молодоафганців, які виступали за повну незалежність країни та проведення внутрішніх реформ. У 1908 р. емір Хабібулла під тиском феодалів придушив цей рух. Ще більше посилився вплив Великої Британії в Афганістані після поділу в 1907 р. сфер впливу на Середньому Сході між Великою Британією та Російською імперією, які готувалися до війни з Німецькою імперією. Під час першої світової війни Афганістан дотримувався нейтралітету.

### Незалежність Афганістану
У 1919 р. емір Хабібулла був убитий. Еміром став його син Аманулла-хан (1919–1929), який проголосив повну незалежність Афганістану. Велика Британія відповіла на цей акт війною, але, зважаючи на зростання напруженості в Індії, змушена була визнати самостійність Афганістану. Його незалежність визнала у травні 1919 р. і Радянська Росія, а 28 лютого 1921 р. підписала договір про дружбу між РРСФР та Афганістаном. Аманулла-хан провів ряд реформ: ліквідував рабство, проголосив рівноправність народностей, розпочав будівництво промислових підприємств, зміцнив армію, реорганізував державний апарат. У 1926 р. Аманулла-хан проголосив себе падишахом, а в 1929 р. внаслідок інспірованого Великою Британією повстання зрікся влади. Еміром став англійський ставленик — таджик Баче-і-Сакао під іменем Хабібулли, який скасував усі реформи Аманулли, але того ж року його скинув Надір-шах, дядько Аманулли-хана. Надір-шах за пробританську орієнтацію в галузі зовнішньої політики був убитий амануллістами. У 1933 р. падишахом Афганістану став син Надір-шаха Мухаммед Загір-шах.
Під час другої світової війни Афганістан дотримувався нейтралітету. У 1946 р. був прийнятий до членів ООН.
Політичні партії та профспілки в Афганістані в середині ХХ ст. фактично не існували. У 1958 р. в країні видавалося близько 50 газет і журналів; з них найзначніші кабульські газети «Аніс» та «Іслах». У 1963 р. встановлена конституційна монархія.

### Республіканський режим
17 липня 1973 р. монархію було ліквідовано і встановлено республіканський режим. Країна почала називатися Республікою Афганістан.
27 квітня 1978 р. після так званої «квітневої революції» (Саурська революція) до влади прийшла Народно-демократична партія Афганістану (НДПА), яка обрала своєю ідеологічною основою соціалізм. 30 квітня 1978 р. країну було проголошено Демократичною Республікою Афганістан (ДРА). Вся повнота влади в країні перейшла до рук Революційної ради, 1 травня був сформований уряд на чолі з Н. М. Таракі. Чинність Конституції від 14 лютого 1977 р. було скасовано.
Однак «квітнева революція» призвела до нової боротьби за владу — громадянської війни. 16 вересня 1979 р. Н. М. Таракі убитий змовниками на чолі з Х. Аміном. 27 грудня 1979 р. в країну були введені радянські війська з метою надання підтримки уряду НДПА. 28 грудня 1979 р. Х. Амін вбитий, державним і партійним лідером став Бабрак Кармаль.
13 квітня 1980 р. ухвалено тимчасову Конституцію під назвою «Основні принципи ДРА», яка діяла до квітня 1985 р. 4 травня 1986 р. Бабрака Кармаля на посаді генерального секретаря ЦК НДПА змінив М. Наджибула. 30 листопада 1987 р. ухвалено постійну Конституцію, згідно з якою країна знову почала називатися Республіка Афганістан (РА). У 1989 році відповідно до рішення радянського керівництва і Женевських угод контингент радянських військ був виведений з Афганістану. Наджибулла склав повноваження 16 квітня 1992 р., коли Кабул був оточений моджахедами.
Після захоплення Кабулу групами моджахедів 25 квітня 1992 р. у столиці почалися безладдя. Мирна угода підписана Раббані і лідером моджахедів Ґульбуддіном Хекматіаром у 1993 р.

### Сучасність

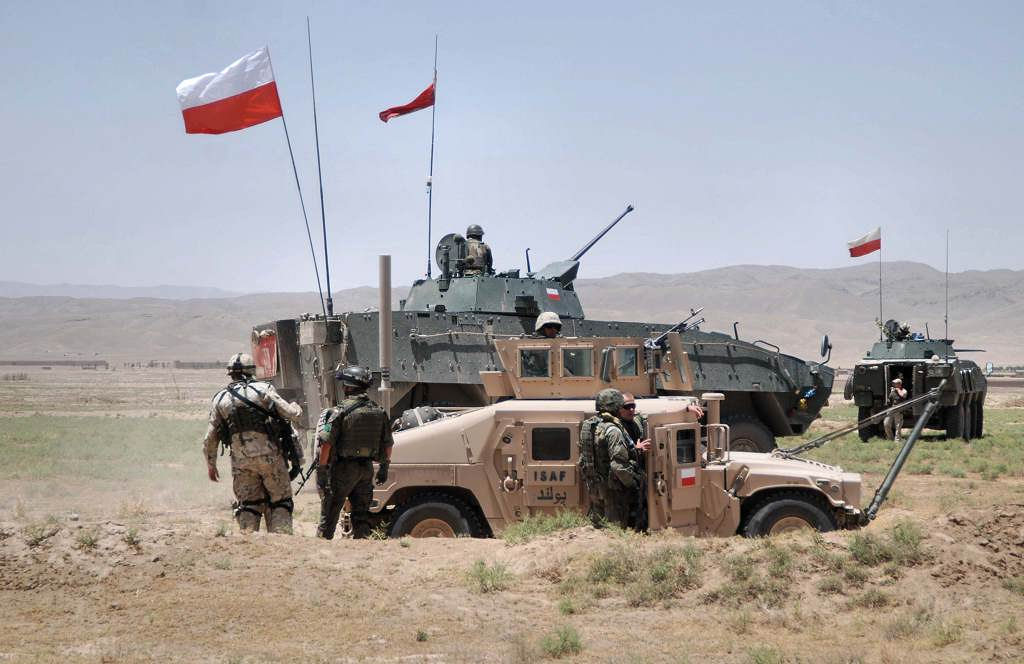
Польські військові на бронетранспортерах KTO Rosomak-M1 та автомобілях HMMWV в Афганістані. 14 липня 2008

Громадянська війна, яка тривала в Афганістані з 1978 по 2001 рік, привела спочатку до створення в 1992 році Ісламської Держави Афганістан (яка була визнана переважним числом країн світу), а потім до її повалення і проголошення у вересні 1996 року прихильниками руху «Талібан» Ісламського Емірату Афганістан (був визнаний тільки Пакистаном, Саудівською Аравією і ОАЕ).
У результаті інтервенції, здійсненої коаліцією на чолі зі США, яка почалася 17 листопада 2001 року у відповідь на теракти 11 вересня, режим талібів, який правив в Афганістані з 1996 року, був повалений. Владу в країні з 21 грудня 2001 року здійснював перехідний уряд, призначений американцями.
Для підтримки порядку в Кабулі були розгорнені Міжнародні сили сприяння безпеці (ISAF) — на підставі мандата Ради Безпеки ООН від 20 грудня 2001 року.
Через два роки на півдні країни спалахнула партизанська війна, яка не припиняється й досі. У серпні 2003 року командування контингентами ISAF перейшло до НАТО. Щороку Рада безпеки ООН продовжувала мандат місії.
Міжнародні сили сприяння безпеці охоплювали весь Афганістан, поділений на п'ять «зон відповідальності». Вони були покликані «протидіяти екстремізму і тероризму», укріплювати владу афганського уряду, навчати національну армію і поліцію.
У 2019 році США анонсували початок виведення своїх військ з Афганістану. Таке саме рішення прийняли й інші держави-члени НАТО. 29 лютого 2020 року в Досі (Катар) США уклали мирну угоду з Талібаном. США і їхні союзники мали залишити Афганістан до 11 вересня 2021 року, а таліби мали примиритися з офіційним афганським урядом. У травні 2021 року США і НАТО почали виведення своїх військ з Афганістану. Президент США Джо Байден встановив строк виведення до 31 серпня 2021 року.
У травні 2021 року таліби розпочали широкомасштабний наступ на позиції урядових військ. До кінця червня таліби контролювали більшу частину сільської місцевості та майже весь державний кордон країни. У липні афганська армія спробувала перейти в контрнаступ, але зазнала поразки. На початку серпня таліби почали останній наступ, щоб захопити великі міста. 8 серпня було взято три провінційні столиці Саріпул, Талокан і Кундуз. Після цього афганські війська почали здавати міста без бою. 12 серпня таліби захопити Газні, Герат і Кандагар . Після цього оборона афганської армії розвалилася. 13 серпня таліби взяли Лашкаргах, а 14 серпня — Мазарі-Шаріф і Джелалабад. 15 серпня було взято Кабул.

## Державний устрій
Юридичні основи політичного процесу, які проходить, в країні були закладені в рішеннях Боннської і Лондонської міжнародних конференцій з Афганістану (грудень 2001 року і січень 2006 року відповідно) і низки резолюцій РБ ООН (№ 1267, 1386, 1401), прийнятих після повалення режиму талібів. У січні 2004 року був прийнятий Основний закон Афганістану — конституція.
Після повернення до влади талібів у серпні 2021 року дію старого законодавства було припинено. Ісламська Республіка Афганістан була ліквідована і відновлено Ісламський Емірат Афганістан. Афганістан став ісламською теократичною державою, в якій панують норми шаріату.

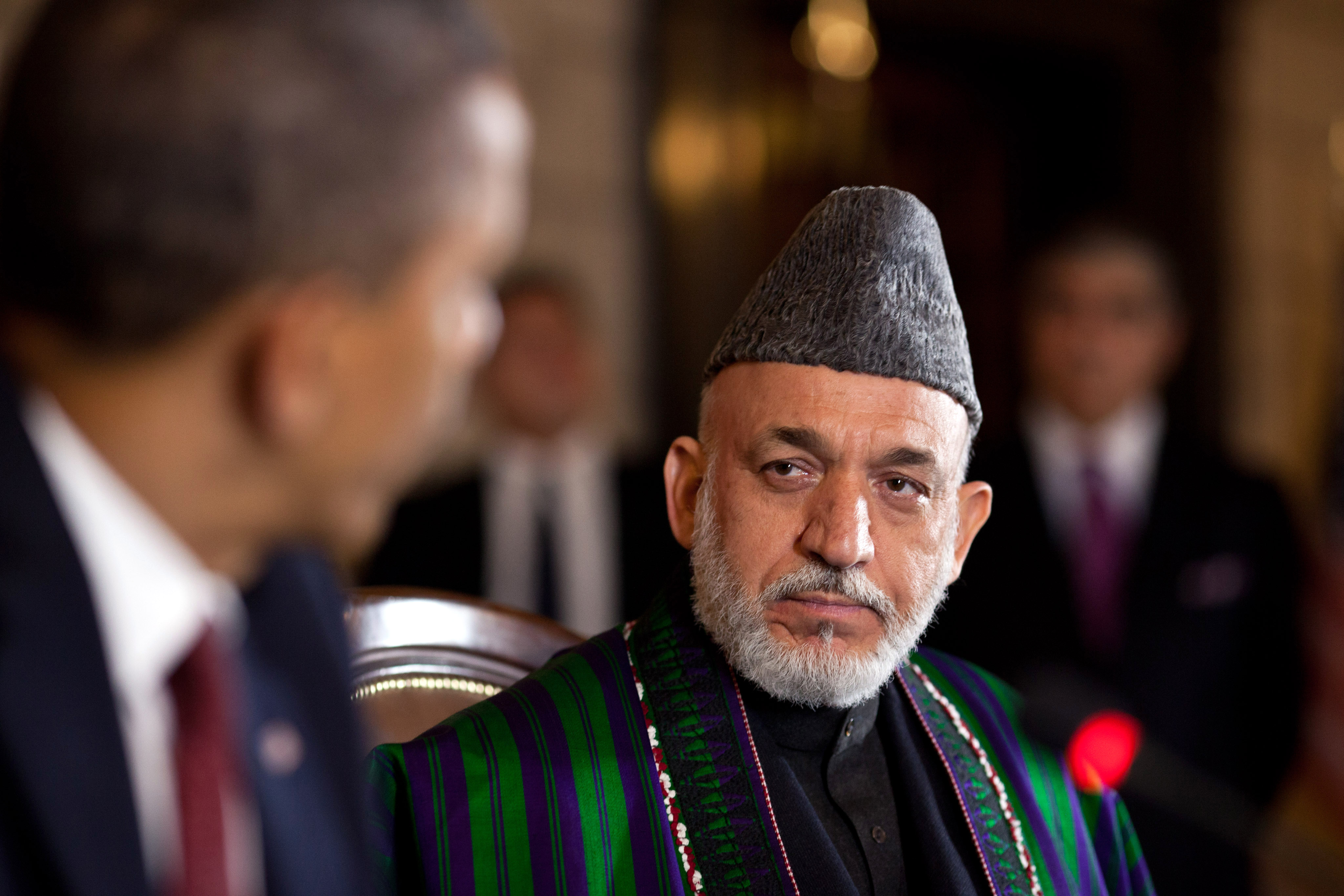
Хамід Карзай

### Конституція та вибори
Відповідно до конституції, Афганістан є ісламською республікою з президентською формою правління. Вища виконавча влада належить президентові, який обирається на загальних, прямих і таємних виборах терміном на 5 років. Президент може бути вибраний не більше двох разів. Президент також очолює кабінет міністрів. Він є верховним головнокомандувачем збройними силами країни, призначає міністрів і інших вищих державних чиновників зі схвалення парламенту.
У жовтні 2004 року відбулися президентські вибори, за підсумками яких президентом Афганістану став Хамід Карзай.
Відповідно до статті 61 афганської конституції, чергові президентські вибори повинні були відбутися до 21 квітня 2009 року, проте незалежна комісія з проведення виборів заявила про свою технічну і фінансову неготовність до проведення народного волевиявлення і запропонувала перенести вибори на 20 серпня. У зв'язку з цим перенесенням Верховний суд Афганістану 29 березня 2009 року ухвалив, що адміністрація Хаміда Карзая, президентські повноваження якого закінчилися 21 травня (1-го числа афганського місяця джауза), управлятиме афганською державою в перехідний період до 21 серпня, аж до обрання нового президента Ісламської Республіки.
У вересні 2005 року пройшли вибори в найвищий законодавчий орган — двопалатну Національну Асамблею (парламент). Чергові парламентські вибори в Афганістані пройшли у 2010 році.
У 2014 році президентські вибори виграв Ашраф Гані. Він же став останнім президентом Афганістану. 15 серпня 2021 року влада в країні була передана руху Талібан.

### ISAF
У 2009 році чисельність іноземних військових контингентів НАТО і ISAF в Афганістані становила майже 70 тисяч вояків. У 2014 році за наказом президента США Барака Обами основні сили США і НАТО були виведені з Афганістану. У ISAF брали участь військовослужбовці 42 держав.
29 лютого 2020 року США і Талібан уклали мирний договір. Відповідно до нього починаючи з 1 травня 2021 року почалося виведення останніх військ США та їхніх союзників з Афганістану.
У Рейтингу недієздатності держав станом на 2021 рік, Афганістан посідає дев'яте місце.

## Населення
Афганістан — багатонаціональна держава. Крім афганців-пуштунів (6млн 600 тис. осіб), найчисленнішої народності, яка населяє переважно південну частину країни, в північній і центральних частинах Афганістану живуть (в тис. осіб): таджики — понад 2700, хазарейці — 1400, узбеки — 1400, туркмени — 400, кафіри (нуристанці) — 100, фірюзкухи — 90, джемшиди — 80, теймені, теймурі, араби, киргизи, каракалпаки, перси, індійці, євреї та інші. У пустелях Регістан і Дашті-Маркох кочують белуджі (150 тис. осіб). Народності Афганістану за релігією — здебільшого мусульмани-суніти (лише східні хазарейці-бербері та джемшиди — мусульмани-шиїти).
Населення Афганістану становить близько 38 мільйонів осіб. Населення Афганістану активно збільшується. Пересічна густота населення в Афганістані — 49 осіб на 1 км². Населення в країні розміщене дуже нерівномірно: в долинах річок, оазах, біля великих міст густота населення перевищує 200 осіб на 1 км², в горах Гіндукушу і пустелях вона зменшується до 1 особи на 1 км² Майже 2 млн мешканців Афганістану кочовики. Міського населення в країні близько 10 %. Найбільші міста Афганістану: Кабул — 2,9 млн; Кандагар — 324 тис., Герат — 394 тис. мешканців.

### Етнічний поділ та мови
Афганістан — багатонаціональна країна, її населяють
- пуштуни (афганці) — 42 %
- таджики — 27 %
- хазарейці — 9 %
- узбеки — 9 %
- аймаки — 4 %
- туркмени — 3 %
- балохи — 2 %
- інші народи — 4 %

Мови: афгано-перська або дарі 50 % та пушту 35 %, є офіційними, тюркські мови, головним чином узбецька та туркменська 11 %, 30 другорядних мов 4 %.

### Релігія
Релігія в Афганістані представлена в основному ісламом, оскільки за Конституцією Афганістан є ісламською республікою. Близько 80 % населення сповідують Іслам сунітської течії, 19 % — шиїтської (в основному це перси і хазарейці). В Афганістані проживають індуїсти і сикхи, головним чином, в Кабулі, Кандагарі, Джелалабаді. Інші релігії становлять не більше — 0,4 % (включаючи 30 тис. християн).

## Економіка
Афганістан належить до класу найменш розвинених країн, це одна з найбідніших країн світу через десятиліття війни і відсутність іноземних інвестицій. Станом на 2014 рік ВВП країни становив близько $60,58 млрд, ВВП на душу населення — $1937. Експорт країни склав $2,7 млрд у 2012 р. Рівень безробіття зареєстрований в 2008 р. — близько 35 %. За даними доповіді 2009 р., близько 42 % населення живе на менш ніж $1 на день. Зовнішній борг складає не менше $1,5 млрд. У 2016 р. країна стала членом СОТ.
Основа економіки — традиційне сільське господарство — кочовий випас овець, кіз, верблюдів, вирощування пшениці, бавовни, фруктів; та ремесла (килими, вироби з шкіри).
Після заміни керівництва країни, Талібану, у 2001 році, Афганістан отримав більш ніж $8 млрд як міжнародну допомогу, що сприятливо подіяло на відновлення економіки країни.
За останні роки помітний зріст зайнятості у сфері обслуговування і торгівлі. Незважаючи на економічний прогрес в останні роки, Афганістан залишається бідною, та дуже залежною від міжнародної допомоги, сільського господарства, та торгівлі з сусідами країною. Зайнятість населення на 2004 рік розподілена так: сільське господарство — 80 %, промисловість — 10 %, сфера обслуговування — 10 %.
Поширення культивування маку, зріст продажу опіуму може становить понад одну третину державного прибутку. Відсоток безробітних у 2005 році становив 40 % працездатного населення. Відсоток інфляції у 2005 році — понад 16 %. Сільськогосподарська продукція: опіум, пшениця, фрукти, горіхи; шерсть, баранина, овчина, смушок. Промисловість: невеличке текстильне виробництво, мило, меблі, взуття, добрива, цемент; вручну зроблені килими; природний газ, вугілля, мідь.
Експортні речі: опіум, фрукти, горіхи, вручну зроблені килими, шерсть, бавовна, коштовний та напівкоштовний камінь тощо. Партнери в експорті у 2004 році постали Пакистан 24 %, Індія 21.3 %, США 12.4 %, Німеччина 5.5 %.
Імпортні товари у 2004 році: споживчі товари, харчові товари, текстильні товари, продукція з нафти. Партнери у 2004 році в імпорті: Пакистан 25.5 %, США 8.7 %, Індія 8.5 %, Німеччина 6.5 %, Туркменістан 5.3 %, Кенія 4.7 %, Південна Корея 4.2 %, Росія 4.2 %.
Натуральні ресурси: природний газ, нафта, вугілля, мідь, тальк, свинець, цинк, залізна руда, сіль, коштовний та напівкоштовний камінь тощо.
Шкоди економіці країни задають землетруси в гірських районах Гіндукуш, повені та посухи.

### Наркотична промисловість
З початку 1980-х і до кінця 1990-х років вирощування опійного маку і ректифікація (первинне очищення) опію-сирцю проводилися переважно в районах, населених таджицьким і пуштунським населенням, — в Гільмендській долині та в районі міст Файзабад, Кундуз, Кандагар, Джелалабад та Фарах. Подальша переробка афганського опіуму здійснювалася в сусідніх країнах, які володіють відповідною хімічною промисловістю, — Пакистані, Туреччині, Ірані (до середини 1980-х), а також європейських країнах — Франції і Італії.
Перші місяці після початку «контртерористичної операції» США і Великої Британії в жовтні 2001 року ознаменували собою повну зміну ситуації в Афганістані. У наш час[коли?] вирощування опійного маку і екстрагування опію-сирцю відбувається на всій території Афганістану, а в провінціях Нангархар, Хост, Пактія, Гільменд, Кунар, Балх, містах Кундуз і Файзабад був створений замкнутий промисловий цикл, який включає вирощування опіумного маку, екстрагування опію-сирцю, його переробку в морфій, основу героїну і далі в кінцевий продукт — героїн гідрохлорид (діацетілморфін гідрохлорид); його складування і великогуртову реалізацію на героїнових ринках пакистанського Читраля і афганського Кандагара.
У місті Кандагар була розгорнена повноцінна банківська мережа кредитування під майбутні урожаї опійного маку. Протягом лічених років були організовані промислові постачання мінеральних добрив і прекурсорів (інгредієнтів для виготовлення героїну) з хімічних заводів у Пакистані, почато розширення посівів опіумного маку за рахунок інших сільськогосподарських культур (пшениця, кукурудза, ячмінь, рис).
За роки правління Хаміда Карзая, який прийшов до влади при активній підтримці США, Афганістан вийшов у світові лідери з виробництва героїну (з 180 тонн в останній рік правління талібів до 8 тисяч тонн в 2009 році, або 98 відсотків світового виробництва). Брат Хаміда Карзая, Ахмед Карзай, — за визнанням самих американців, є найбільшим наркодилером країни.
Дивись також Корисні копалини Афганістану, Історія освоєння мінеральних ресурсів Афганістану, Гірнича промисловість Афганістану.

## Міжнародні відносини
Найбільш тісні взаємини в Афганістану з країнами — сусідами: Пакистаном, Іраном, Таджикистаном, Узбекистаном, Туркменією. Однак через проблеми, які почались у 1979 р. із введенням військ СРСР до країни, Афганістан став однією з найбільш «гарячих точок» світу аж до сьогоднішніх днів. Десятки тисяч українців, як і уродженців інших держав колишнього СРСР пройшли війну в Афганістані 1979–1989 рр. Дипломатичні відносини між Україною та Афганістаном були встановлені 17 квітня 1995 р..
Однак, 27 травня 2023 року, згідно з повідомленням інформаційного агентства IRNA, яке цитує заступника командувача національної поліції Ірану і його заяву, що прикордонна застава на південному сході Ірану зазнала «сильної атаки» з боку Талібану, це спонукало до «рішучої та сміливої протидії» з боку іранського кордону. У результаті стрілянини біля прикордонного посту між Іраном та Афганістаном було вбито двох іранських прикордонників та одного бійця Талібану. Відомо, що інцидент трапився «на тлі напруженості між двома країнами через права на воду» з річки Гільменд, яка тече з Афганістану в посушливі східні прикордонні регіони Ірану. Обидві сторони звинуватили одна одну в початку стрілянини.
У вересні 2023 року, Китай став першою державою, яка офіційно призначила нового посла в Афганістані після захоплення влади в країні талібами, — про це повідомило агентство Reuters.
3 липня 2025 року Міністерство закордонних справ Росії повідомило ТАРС про те, що Росія тепер визнає уряд талібів.

## Освіта
До кінця XIX століття в Афганістані існували лише мусульманські релігійні школи. На початку XX століття було проведено деяку реформу в галузі освіти. Проте в країні писемними є 34 % населення, а серед жінок писемність становить лише 10 %. У 1956 році в 294 початкових школах було 120 500 учнів, в середніх школах — 5900 учнів, в професійних школах — 3400 учнів. У Кабульському університеті вчилось близько 1000 студентів. Найбільша бібліотека — при міністерстві освіти в Кабулі. Музеї: в Кабулі, Кандагарі, Гераті, Мазарі-Шеріфі, Газні.

## Культура

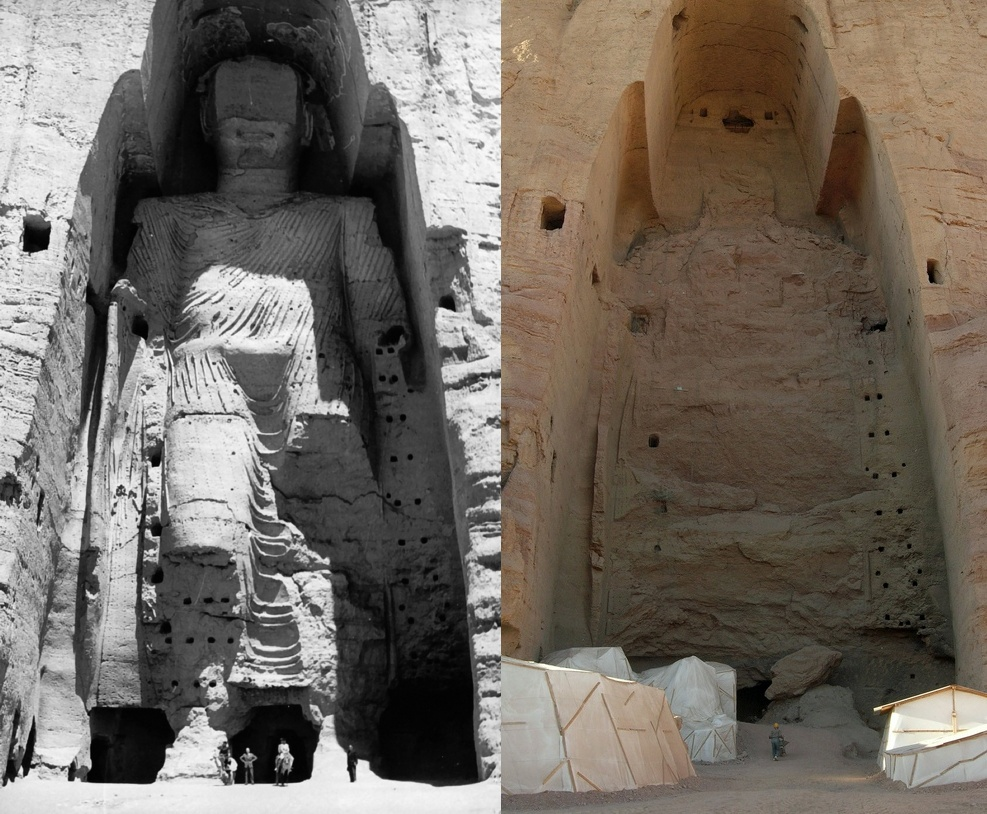
Культурний ландшафт Баміанської долини

### Архітектура

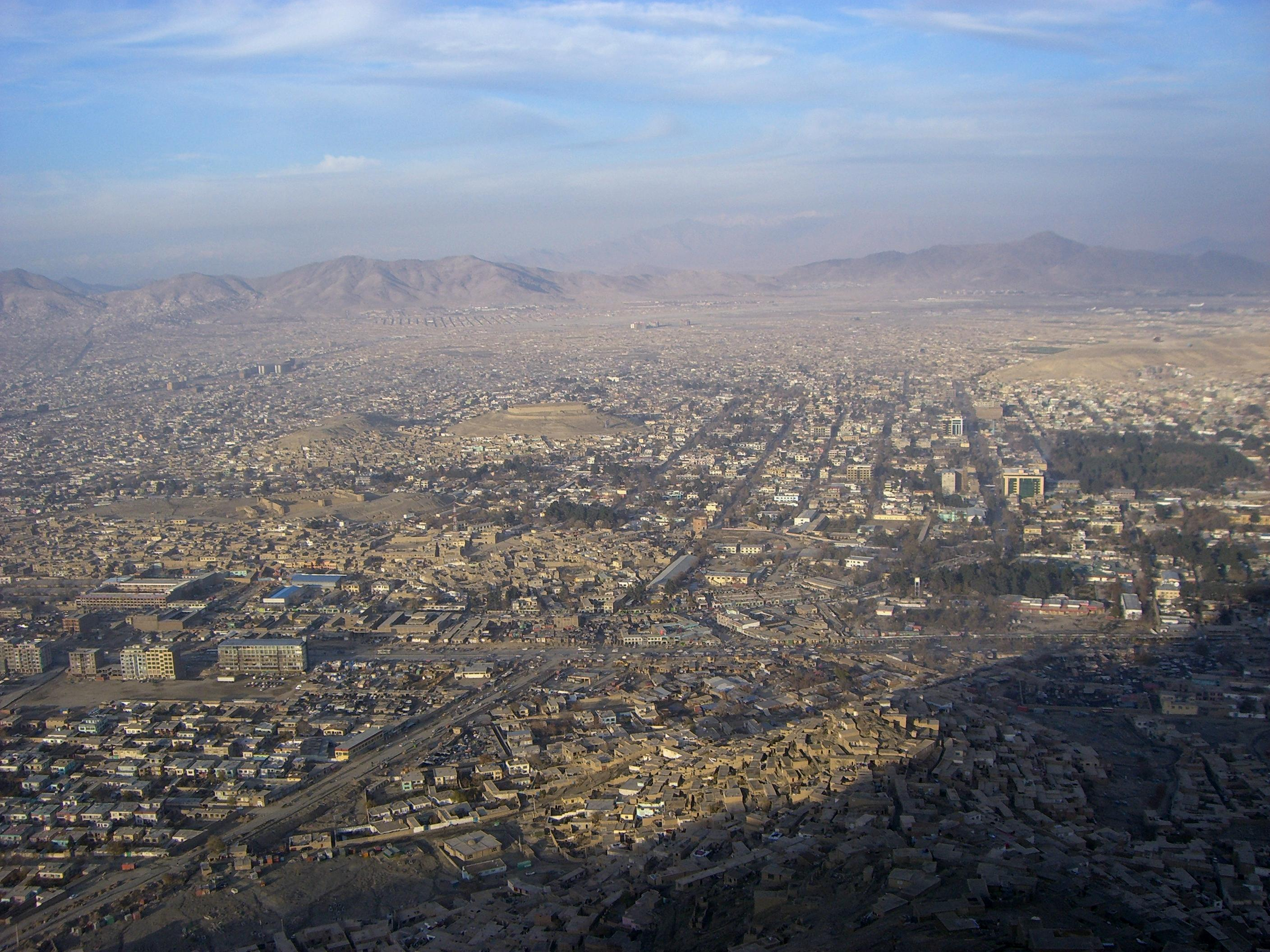
Кабул

Архітектура Афганістану близька до перської та середньоазійської, багата на пам'ятники буддійського мистецтва. Будівництво періоду держави Газневідів (2-а половина X–XII ст.) характеризується орнаментальною кладкою з цегли та різнобарвної теракоти (мінарети Махмуда XI ст. та Бахрамшаха XII ст. в Газні). Блискучі пам'ятники часів Тімурідів — тепер зруйнована мечеть Мусалля (XV ст.) та мавзолеї Гохар Шад і Шах-зода Казімі в Гераті; цікавим пам'ятником середини XVIII ст. є мавзолей Ахмад-шаха в Дуррані, оточений мінаретами. Збереглися пам'ятники середньовічної фортифікації (фортеця Боло-Хіссар в Кабулі). Народне житло Афганістану прикрашене різьбленням по дереву та розписом, близькими до південно-таджицького.

### Образотворче мистецтво
Пам'ятки мистецтва Афганістану дуже різноманітні і належать до багатьох культур. Найдавніша з них — бактрійська (1-а половина I-го тисячоліття до н. е.) та греко-бактрійська (III–II ст. до н. е.), в пам'ятках якої є золоті й срібні вироби, прикрашені реалістичними зображеннями тварин і міфологічних персонажів. Цікаві також греко-бактрійські монети. Далі культурне піднесення зв'язує мистецтво Афганістану з мистецтвом Індії. Насамперед треба відзначити пам'ятки гандхарського (греко-буддійського) мистецтва (I–IV ст. н. е.). У Баміані збереглися колосальні статуї Будди (35–53 м), висічені в скелях, а також стінописи в печерних храмах (II–IX ст.). В період панування ісламу (XII–XIV ст.) в Афганістану, особливо в Гераті, створювалися бронзові вироби, прикрашені інкрустованими і гравірованими орнаментами. У XV ст., при Тімурідах, пишно розквітла гератська школа мініатюри на чолі з Вехзадом. У XV–XVI ст. Афганістан славився художнім оздобленням зброї. Наприкінці XIX ст. в Афганістані розвився новий живопис, графіка і скульптура, створено художні напрями, які наслідували західно-європейське мистецтво (Ролям Мухаммед-хан, Брешна) або розвивали традиції національного мініатюрного живопису (Хомаюн Еттемаді), в скульптурі — Аманулла Хейдар.

## Медико-санітарний стан
У 1954 році в країні був 41 лікувальний заклад на 1641 ліжко. Лікарів 1957–224 (1 лікар на 53 тис. жителів), з них 150 працювало в державних установах (в Кабулі — 100); зубних лікарів було 35, акушерок 68, медичних сестер 600. Країна відчуває гостру потребу в медичних працівниках. Лікарів готує 1 медичний факультет. Існує 3 школи для середнього медичного персоналу. В Афганістані дуже поширені інфекційні захворювання, в тому числі черевний тиф, туберкульоз. На малярію щороку хворіє близько З млн осіб. Народжуваність і смертність не реєструються. Медичну службу очолює міністерство охорони здоров'я (з 1931).